# Куц Володимир Петрович
Володи́мир Петро́вич Куц (7 лютого 1927, Олексине, Тростянецький район, Сумська область — 16 серпня 1975, Москва) — радянський легкоатлет-стаєр 1950-х років, дворазовий олімпійський чемпіон 1956 року у бігу на 5 та 10 км, заслужений майстер спорту СРСР (1954). У 1956 та 1957 роках його визнавали найкращим спортсменом світу. Багаторазовий рекордсмен світу з бігу на 5000 м і 10000 м (1954—1957 роки). Десятиразовий чемпіон СРСР.

## Біографія
Народився в сім'ї робітників цукрового заводу. Навчався у сільській школі. У дитинстві мріяв стати лижником.
Учасник Другої світової війни Володимир Куц почав бігати в 1945 році будучи матросом Балтійського флоту серед усього іншого на орендній території Порккала-Удд, Фінляндія. По-справжньому його спортивна кар'єра почалася в 1951 році під керівництвом досвідченого тренера Леоніда Хоменкова. Виступав за СКА і ЦДКА/ЦДСА. Навчався в Ленінградському інституті фізкультури імені Лесгафта.
У 1953 році Куц вперше завойовує звання чемпіона СРСР. Міжнародне визнання до маловідомого спортсмена прийшло 1954 року на чемпіонаті Європи в Берні, коли він став чемпіоном з бігу на 5 тисяч метрів, встановивши світовий рекорд. Другим був англієць Кріс Чатавей.

#### «Ти тримаєш його, Крісе!»
Восени 1954 року Кріс Чатавей зустрівся з Куцем в Лондоні в матчі Лондон-Москва. Біг проходив для Чатавея важко. Крик Банністера «Ти тримаєш його, Крісе!» на 10 колі привів його до тями. Чатавей зрозумів, що Куцеві не легше, ніж йому, і переміг з новим рекордом світу 13.51,6. За тиждень Куц повернув собі рекорд світу

### Олімпійські ігри 1956 в Мельбурні
В 1956 році на Олімпійських іграх у Мельбурні 29-річний Володимир Куц виграв обидві стаєрські дистанції.
Основним противником Куца на «десятці» був британський бігун Гордон Пірі. Незадовго до Олімпіади Пірі відібрав у Куца світовий рекорд в бігу на 10 000 метрів, причому тоді він обіграв Володимира ривком на самому фініші. Куц врахував помилки і ретельно підготувався до протистояння з британцем. Під час бігу на 10 000 метрів Володимир запропонував тактику «рваного бігу», постійно прискорюючи і уповільнюючи темп. У результаті противник прийшов до фінішу лише восьмим і абсолютно виснаженим, а Куц фінішував першим з новим олімпійським рекордом 28.45,6 сек. За легендою, Пірі так згадував той біг:
 Він вбив мене своєю швидкістю і зміною темпу. Він дуже хороший для мене. Я б ніколи не зміг бігти так швидко. Я ніколи не зміг би побити Володимира Куца. Мені не треба було бігти десять тисяч метрів.
У бігу на 5000 метрів Куц також переміг з новим олімпійським рекордом — 13.39,6 сек. На закритті Олімпіади Володимиру Куцу випала честь бути прапороносцем збірної СРСР. Володимир Куц — перший олімпійський чемпіон серед радянських легкоатлетів. Нагороджений орденом Леніна, медаллю «Ветеран праці» та іншими медалями.
|                                  | Біг легендарного російського стайєра Володимира Куца зробив для зближення народів набагато більше, ніж корпус наймайстерніших дипломатів |
| — З австралійської преси 1956 р. | |

### Після спортивної кар'єри
Останній світовий рекорд Куца на 5000 метрів — 13 хв. 35,0 сек, встановлений в 1957 році, протримався вісім років до 16.01.1965 р. Спортивна кар'єра Володимира Куца закінчилася швидко, в 1959 році через серйозні проблеми зі здоров'ям та постійні порушення режиму він був змушений покинути доріжку і перейти на тренерську роботу. Відомо, що Куц серйозно страждав від наслідків своєї бігової кар'єри, у нього була виявлена проникність капілярів, а в 1972 році він пережив інсульт. Хвороби, в минулому знаменитого спортсмена, поглиблювалися хронічним алкоголізмом.
Володимир Куц помер 16 серпня 1975 року, ймовірно внаслідок самогубства, оскільки перед смертю прийняв завелику дозу снодійного і запив ліки горілкою.
Похований на Преображенському цвинтарі Москви.

## Досягнення

### Виступи на змаганнях
| Рік  | Змагання                    | Місто    | Місце | Дистанція | Результат | Дата |
| ---- | --------------------------- | -------- | ----- | --------- | --------- | ---- |
| 1953 | Всесвітній фестиваль молоді | Бухарест | II    | 5000 м    | 14.04,0   |      |
| 1953 | Всесвітній фестиваль молоді | Бухарест | II    | 10 000 м  | 29.41,4   |      |
| 1954 | Чемпіонат Європи            | Берн     | I     | 5 000 м   | 13.56,6   |      |
| 1956 | Літні Олімпійські ігри      | Мельбурн | I     | 5 000 м   | 13.39,6   |      |
| 1956 | Літні Олімпійські ігри      | Мельбурн | I     | 10 000 м  | 28.45,6   |      |

#### Чемпіонати СРСР
| Рік  | Місто     | Дистанція | Результат | Дата            | Місце |
| ---- | --------- | --------- | --------- | --------------- | ----- |
| 1952 | Ленінград | 5000 м    |           | 24—30 серпня    | 6     |
| 1952 | Ленінград | 10000 м   |           | 24—30 серпня    | 7     |
| 1953 | Москва    | 5000 м    | 14.02,2   | 23—25 серпня    | I     |
| 1953 | Москва    | 10000 м   | 29.49,4   | 23—25 серпня    | I     |
| 1954 | Київ      | 5000 м    | 14.15,0   | 13—16 вересня   | I     |
| 1954 | Київ      | 10000 м   | 29.21,4   | 12 вересня      | I     |
| 1955 | Тбілісі   | 5000 м    | 14.08,6   | 13—17 листопада | I     |
| 1955 | Тбілісі   | 10000 м   | 29.47,0   | 13—17 листопада | I     |
| 1956 | Москва    | 5000 м    | 13.42,2   | 6—16 серпня     | I     |
| 1956 | Москва    | 10000 м   | 28.57,8   | 5 серпня        | I     |
| 1957 | Москва    | 5000 м    | 13.48,6   | 2 вересня       | I     |
| 1957 | Москва    | 10000 м   | 29.10,0   | 31 серпня       | II    |
| 1957 | Москва    | крос 8 км | 23.36,4   | 27 жовтня       | I     |
| 1958 | Таллін    | 5000 м    |           | 19 липня        | 8     |

### Рекорди Володимира Куца

#### Світові рекорди Володимира Куца[13]
| Час     | Місто   | Дата          | Дистанція (м) |
| ------- | ------- | ------------- | ------------- |
| 13.56.6 | Берн    | 29.08.1954р.  | 5000 м        |
| 13.51.2 | Прага   | 23.10.1954 р. | 5000 м        |
| 13.46.8 | Белград | 18.09.1955 р. | 5000 м        |
| 13.35.0 | Рим     | 13.10.1957 р  | 5000 м        |
| 28.30.4 | Москва  | 11.09.1956    | 10000 м       |

## Пам'ять

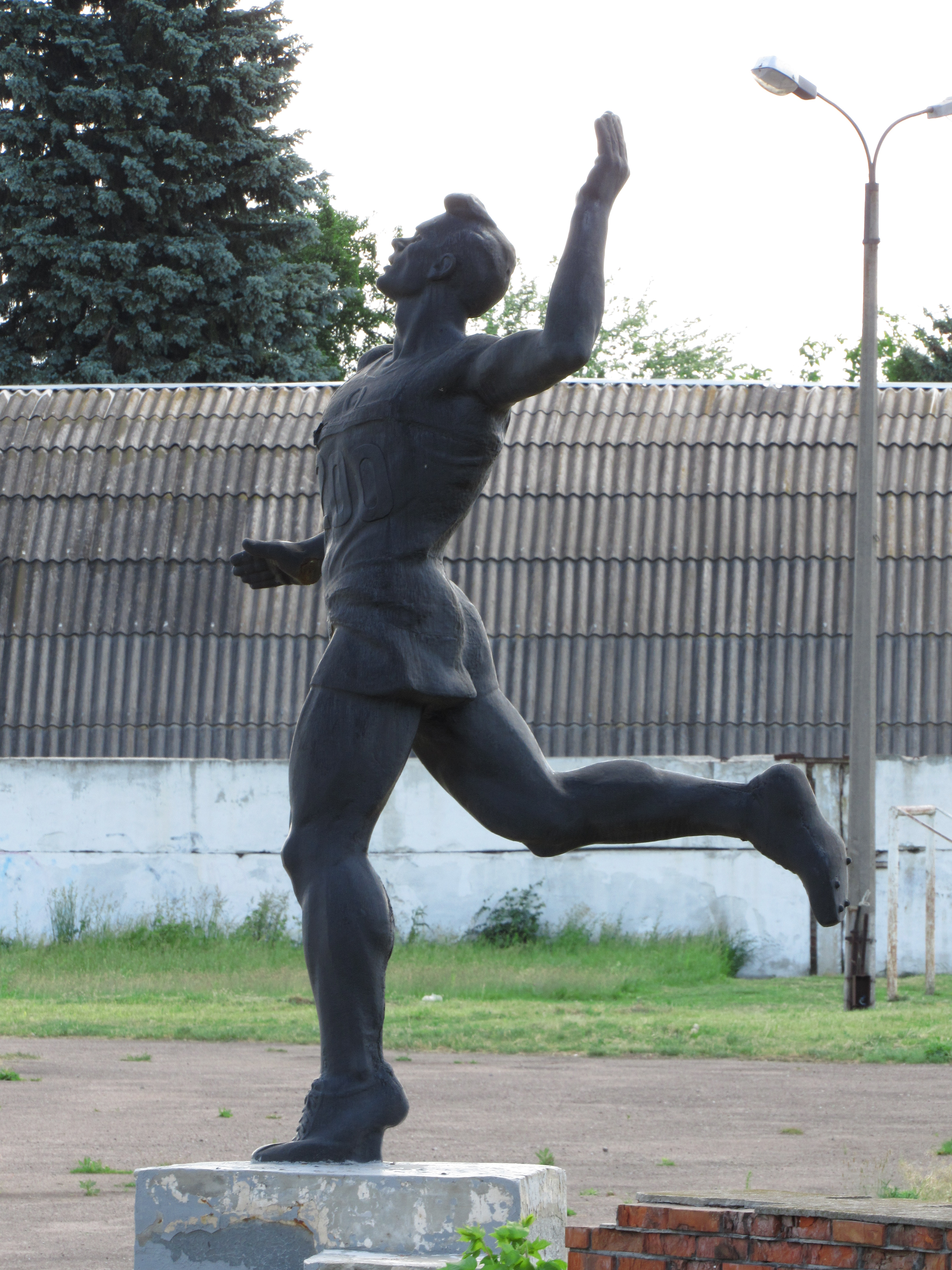
Пам'ятник Володимиру Куцу

На честь Володимира Куца названо стадіон у Тростянці. У 1985 році на території стадіону встановлено пам'ятник В. Куцу (скульптор Людмила Кулябко‑Корецька).